# 衛吉島

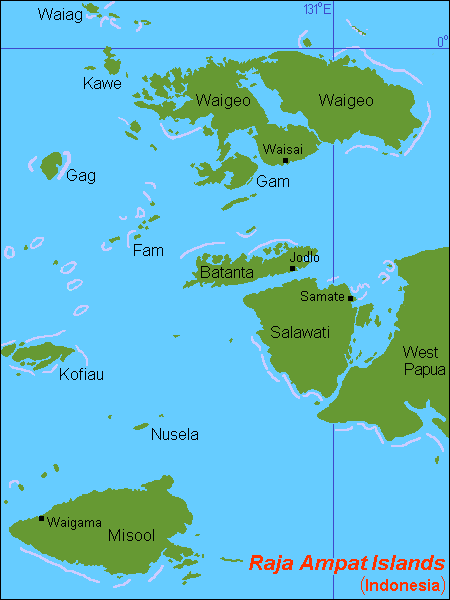
衛吉島位置

衛吉島是印度尼西亞的島嶼，位於西巴布亞省，屬於拉賈安帕特群島四大島嶼之一，面積3,155平方公里，最高點接近海拔1,000米，群島其他主要島嶼有米蘇爾島、薩拉瓦蒂島和巴丹塔島。行政上由拉贾安帕特县管理，县治瓦伊赛位于岛南部，有马林达机场。
0°12′S 130°50′E / 0.200°S 130.833°E